# Hevîn, Volodîmîr-Volînskîi
Hevîn (în ucraineană Гевин) este un sat în comuna Halînivka din raionul Volodîmîr-Volînskîi, regiunea Volînia, Ucraina.

## Demografie
Componența lingvistică a localității Hevîn
     Ucraineană (100%)
Conform recensământului din 2001, toată populația localității Hevîn era vorbitoare de ucraineană (100%).